# Balsall Common
Balsall Common es una localidad situada en el condado de Tierras Medias Occidentales, en Inglaterra (Reino Unido), con una población estimada a mediados de 2016 de 7224 habitantes.
Se encuentra ubicada en la zona centro-este de la región Midlands del Oeste, cerca de las ciudades de Birmingham y Coventry.